# Comuni degli Stati Uniti d'America

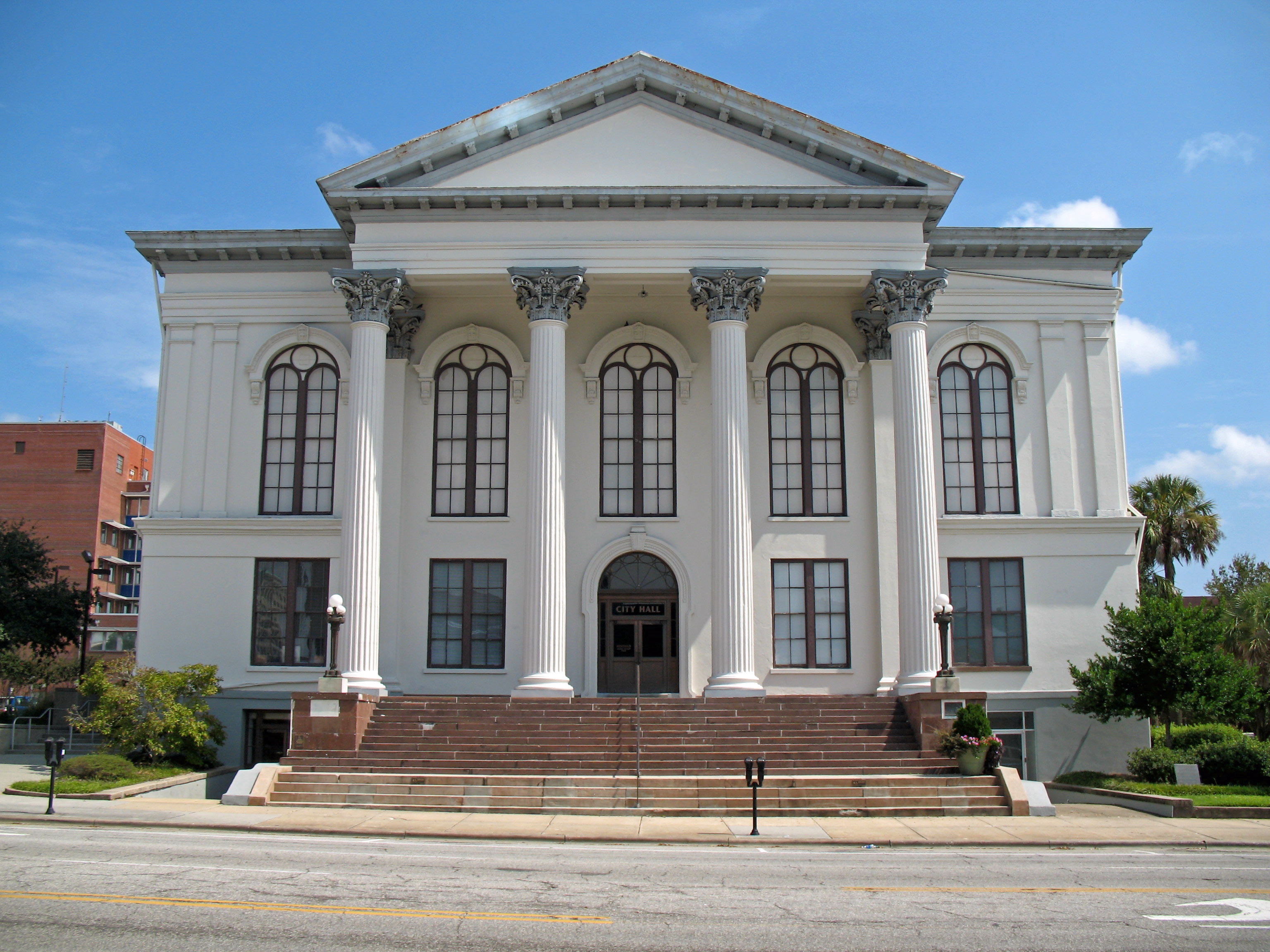
Thalian Hall, sede comunale (city hall) di Wilmington nella Carolina del Nord

I comuni degli Stati Uniti d'America (incorporated place, termine tecnico che include city, town, village, ecc. o anche municipality) rappresentano, all'interno di ogni Stato, il secondo livello del governo locale, al di sotto della contea; hanno una propria autonomia di governo che varia principalmente in base alla dimensione. In alcuni stati federati i comuni possono rientrare tra le cosiddette divisioni civili minori, o anche essere inclusi all'interno di esse.
Nel 2002 lo United States Census Bureau ha censito, negli Stati Uniti d'America, 19 429 comuni. Questo numero però non comprende le 16 504 towns o townships, ossia le amministrazioni municipali superiori degli Stati che hanno mantenuto una struttura comunale a doppio livello sul modello inglese. La popolazione che vive in zone rurali (ormai meno del 20% degli abitanti del Paese), generalmente non fa parte di un comune ma dipende direttamente dall'amministrazione della contea, perché quasi ovunque i confini comunali corrispondono al limite dell'area urbana o suburbana.
Vi sono molte forme di amministrazione comunale, differenti tra Stato e Stato, e all'interno di uno stesso Stato, già a partire dalla denominazione (tipicamente city, town o village) ma soprattutto riguardo alla forma di governo.

## Governo

Un esempio di contea (la Contea di Sarasota in Florida) nella quale i comuni occupano solamente le aree urbanizzate (in grigio) mentre le aree non urbanizzate (in bianco) sono sotto il diretto controllo della contea

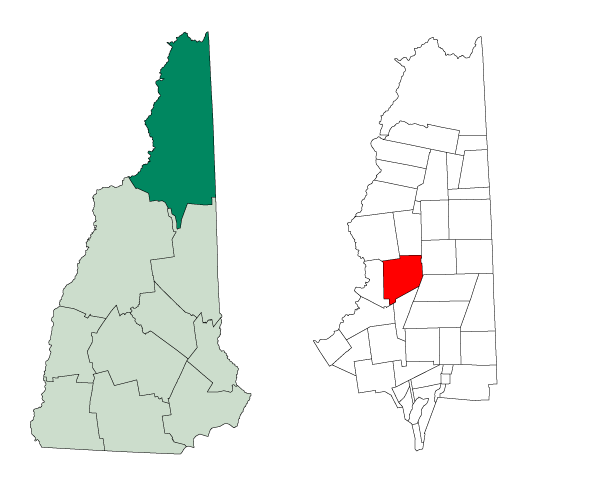
Un esempio di contea (la Contea di Coos nel New Hampshire) nella quale il territorio è interamente suddiviso in comuni e dunque anche le eventuali aree rurali sottostanno al 3º livello amministrativo

Lo statuto dei comuni è competenza dei singoli stati, che determinano i poteri dei vari governi cittadini, ma sotto molti aspetti le amministrazioni comunali sono indipendenti dalle autorità statali. Per le grandi città in particolare, la cooperazione tra ente municipale e le organizzazioni federali e statali è essenziale per il funzionamento dei servizi pubblici.
I governi comunali variano parecchio all'interno della nazione. Praticamente tutti hanno una qualche forma di consiglio comunale eletto dai cittadini ed un organo esecutivo, assistito da diversi capi dipartimento, che sovraintende alle attività amministrative.
In generale ci sono tre tipi di governo cittadino: il mayor-council, il council-manager e quello incentrato sulla Commissione cittadina. Molte città hanno sviluppato una combinazione tra i vari tipi.
- Sistema "Mayor-Council". È la forma più antica che, fino all'inizio del XX secolo, era in uso praticamente in ogni città statunitense. La sua struttura è simile a quella dei governi statale e federale, con un sindaco eletto a capo dell'esecutivo locale ed un Consiglio, pure eletto, che rappresenta i diversi distretti cittadini ed esercita il potere legislativo. Il sindaco nomina i direttori dei vari dipartimenti cittadini e gli altri dirigenti, a volte con l'approvazione del Consiglio. Il sindaco ha potere di veto sulle ordinanze e sugli atti normativi e spesso è pure responsabile di predisporre il bilancio. Il consiglio approva le ordinanze, impone tributi e ripartisce il denaro tra i vari dipartimenti cittadini. Con la crescita delle città, i singoli seggi in Consiglio hanno finito per rappresentare più distretti.
- Sistema "Council-Manager". Questo modello è stato elaborato per rispondere alla complessità sempre maggiore dei problemi urbani, che richiede una competenza manageriale non sempre posseduta dagli eletti. Si è così pensato di affidare gran parte delle funzioni esecutive, compresi i servizi di polizia, ad una persona con esperienza gestionale. Il sistema basato sul city manager, che viene adottato da sempre più città, prevede la presenza di un piccolo Consiglio eletto, che emana le ordinanze cittadine e determina la politica del comune. Il consiglio assume un amministratore pagato, il city manager appunto, a cui affida l'applicazione delle decisioni politiche. Il manager redige il bilancio e supervisiona gran parte dei dipartimenti cittadini. In genere, l'incarico non è a termine e il city manager rimane fino a quando il consiglio è soddisfatto del suo lavoro.
- Sistema basato sulla Commissione. Le funzioni esecutive e legislative sono svolte da uno stesso organo collegiale, di solito composto da tre o più persone, elette da tutta la città. Ogni componente è responsabile del lavoro di uno o più dipartimenti cittadini. Il presidente della commissione è spesso denominato "sindaco", ma nulla differenzia i suoi poteri da quelli degli altri commissari. Questo sistema è più spesso utilizzato nei piccoli centri.

Dei bisogni essenziali del territorio si occupano direttamente le amministrazioni comunali che, a seconda delle dimensioni, vi provvedono con specifici dipartimenti che possono godere anche di ampia autonomia gestionale. Tra i settori di principale interesse comunale, si segnalano: l'urbanistica, lo sviluppo economico/turismo, i lavori pubblici (a loro volta comprendenti, il mantenimento la pulizia e l'illuminazione delle strade, i servizi idrici, le fognature, ecc.), i parchi e i giardini, i servizi di polizia, i vigili del fuoco, i servizi di pronto soccorso, la raccolta dei rifiuti, i trasporti pubblici, la raccolta dei tributi locali e l'amministrazione della giustizia. Quest'ultima è più comunemente delegata alla contea o allo Stato, mentre ha una giurisdizione tutta sua l'amministrazione dei distretti scolastici.
Tra le particolarità dei governi comunali, una forma unica, che si riscontra soprattutto nella Nuova Inghilterra, è quella del cosiddetto town meeting. Una volta all'anno, o più di frequente se necessario, gli elettori registrati della comunità si riuniscono in assemblea per eleggere i funzionari pubblici, dibattere degli argomenti locali ed approvare norme locali. L'assemblea decide sulla costruzione e la manutenzione di strade, edifici pubblici, tasse, bilancio dell'ente locale. Il town meeting, che esiste da più di due secoli, è spesso citato come la forma più pura di democrazia diretta, in cui il potere di governo non è delegato, ma esercitato direttamente e con cadenza regolare da tutta la popolazione.

## Tipologia
Il caso tipico di un'amministrazione comunale degli Stati Uniti è rappresentato dalla city. Tutte le maggiori città sono city (plurale cities) ma il termine city si usa anche per centri molto piccoli. Alla dicitura city corrisponde sempre un centro abitato dotato di una propria amministrazione. Anche le town (plurale towns), i borough (plurale boroughs) e i village (plurale villages) sono generalmente centri abitati di questo tipo, ma più piccoli. Bisogna poi notare che gli status di city, town, borough o village, di per sé non individuano quasi mai né un preciso tipo di amministrazione né una grandezza, neanche all'interno di uno stesso Stato.
Una town è un tipo di municipalità di solito associato a centri abitati di media grandezza. Dal momento che il Decimo Emendamento della Costituzione degli Stati Uniti d'America lascia in gran parte l'organizzazione del governo locale ai singoli stati, la definizione di "town" varia ampiamente da stato a stato. In alcuni stati, il termine "town" si riferisce a un'area popolata distinta da altre per quanto riguarda particolari aspetti, solitamente la popolazione o il tipo di governo. La caratteristica che distingue una town da un altro tipo di luogo abitato, differisce da uno stato all'altro. In alcuni stati, una town è una municipalità incorporata (incorporated town), mentre in altri stati la town può essere non incorporata. In alcuni casi, il termine "town" si riferisce a un piccolo comune incorporato con una popolazione minore rispetto a una soglia specificata da una legge statale, mentre in altri casi una town può essere significativamente più grande. Alcuni Stati non usano affatto il termine "town", mentre in altri il termine non ha alcun significato ufficiale e viene utilizzato in modo informale per riferirsi a un luogo abitato, di qualsiasi dimensione, incorporato o meno. 
I centri abitati privi di una propria amministrazione sono tutti classificabili come unincorporated places, invece di incorporated places che possono prendere una delle forme sopra descritte. Dal 1980 lo United States Census Bureau utilizza il termine tecnico census-designated place (CDP) per elaborare le statistiche di tutte le denominazioni di entità i cui cittadini dipendono direttamente all'amministrazione della contea.